# 拉梅地区
拉梅地区（法語：Pays de la Mée，法語發音：[pɛ.i də la me]；加洛语：Paeyi de la Mée）是布列塔尼半岛上的一个历史区域，位于今法国。在法国大革命之前，拉梅地区是布列塔尼公国的一部分，之后被分至大西洋卢瓦尔省和伊勒-维莱讷省。该地区首府沙托布里扬，传统方言为加洛语，一种罗曼语，而布列塔尼语则是一种凯尔特语。